# Avvocato generale per l'Irlanda del Nord
L'Avvocato generale per l'Irlanda del Nord (in inglese: Advocate General for Northern Ireland) è uno degli ufficiali di giustizia della Corona del governo britannico in materia di legge e diritto dell'Irlanda del Nord. L'incarico è associato a quello di procuratore generale per l'Inghilterra e il Galles.
L'attuale avvocato generale è Richard Hermer.
L'incarico di avvocato generale è stato creato come ufficio separato in seguito alla devoluzione dei poteri di polizia e di giustizia all'assemblea dell'Irlanda del Nord, il 12 aprile 2010. A differenza dell'avvocato generale per la Scozia, l'incarico non è supportato da un distinto dipartimento governativo, ma da una semplice sezione all'interno dell'ufficio del procuratore generale presso Westminster.